# Iglesia Sarria de Floriana
La Iglesia Sarria es una iglesia católica situada en el barrio de Floriana, en Malta.

## Etimología
El nombre de esta iglesia es muy inusual. De hecho, lleva el nombre de su fundador, que no es un santo, sino un caballero hospitalario, el navarro Martín de Sarria. Su nombre oficial es Iglesia de la Inmaculada Concepción.

## Historia
La capilla original fue construida en 1585 a expensas del Caballero navarro Fra Martin de Sarria. Tras el fin de la epidemia de peste que asoló la isla en 1675, el Gran Maestre Nicolas Cotoner, en agradecimiento, mandó construir en el mismo lugar una nueva iglesia dedicada a la Inmaculada Concepción.
La iglesia fue diseñada por el destacado pintor calabrés Matías Pretti (1613-1699). Fue construida bajo la dirección del arquitecto Lorenzo Gafa. La Iglesia Sarria sirvió temporalmente como iglesia parroquial de Floriana, desde 1942 hasta 1944, después de que la Iglesia Parroquial de San Publio fuese dañada por un bombardeo aéreo en el contexto de la Segunda Guerra Mundial.

## Arte
Matias Pretti fue un pintor barroco que únicamente ejerció de arquitecto para esta pequeña iglesia de planta circular (rotonda). En 1659, Matías visitó la sede de la Orden en Malta y en 1660 se hizo Caballero hospitalario. Permaneció en Malta el resto de su vida. Entre sus numerosos trabajos, destaca su obra en el interior de la concatedral de San Juan.
La iglesia de Sarria es la obra maestra de Pretti. En el interior hay siete pinturas del maestro y una imagen central de la Inmaculada Concepción. La inmaculada está representada como la victoria sobre la peste, la victoria del bien sobre el mal. Los ángeles que flanquean a la Virgen María están enfundando sus espadas para indicar que la epidemia ha terminado. Malta había perdido un tercio de su población por la peste negra, que se consideraba un castigo del cielo. La Virgen María, intercesora, está rodeadas de ángeles y sobre un fondo de barcos que transportan a los enfermos desde Lazaretto a La Valeta. Por encima, Dios y el Espíritu Santo (la paloma blanca) contemplan el triunfo del bien sobre el mal.
Las otras pinturas representan santos, todos considerados como intercesores: San Roque, San Sebastián, Santa Rosalía y San Nicolás en referencia al Gran Maestre. El escudo del gran maestre Cottoner está representado en las pilastras. Las dos lunetas representan la caída de Lucifer con el Arcángel Miguel enviándole al infierno, y una alegoría de la Orden de San Juan arrodillada a los pies de su patrón, San Juan Bautista.